# Formazioni di Divizia A1 rumena di pallavolo femminile 2013-2014
Formazioni delle squadre di pallavolo partecipanti alla stagione 2013-2014 del campionato di Divizia A1 rumena.

## Club Sportiv de Volei Alba-Blaj
| N° | Nome               | Ruolo | Data di nascita   | Nazionalità sportiva |
| -- | ------------------ | ----- | ----------------- | -------------------- |
| -  | Branko Gajić       | All   | -                 | Serbia               |
| 1  | Adina Stanciu      | S/O   | 17 dicembre 1986  | Romania              |
| 2  | Adina Salaoru      | S/O   | 5 agosto 1989     | Romania              |
| 3  | Adriana Dumitru    | S     | 27 luglio 1977    | Romania              |
| 4  | Denisa Viloiu      | P     | 19 marzo 1994     | Romania              |
| 5  | Luminiţa Trombiţaş | P     | 5 luglio 1971     | Romania              |
| 6  | Katja Medved       | L     | 20 marzo 1986     | Slovenia             |
| 7  | Alexandra Biriş    | C     | 19 gennaio 1996   | Romania              |
| 8  | Sorina Mocan       | P     | 25 settembre 1996 | Romania              |
| 9  | Miroslava Kijaková | S     | 5 maggio 1988     | Slovacchia           |
| 10 | Camila Lanner      | C     | 9 gennaio 1981    | Brasile              |
| 11 | Ramona Rus         | S     | 10 settembre 1996 | Romania              |
| 13 | Elena Rusu         | C     | 19 marzo 1983     | Romania              |
| 15 | Milagros Collar    | S/O   | 15 aprile 1988    | Spagna               |
| 17 | Roxana Ivanof      | C     | 9 febbraio 1985   | Romania              |
| -  | Florencia Busquets | C     | 27 giugno 1989    | Argentina            |

## Clubul Sportiv Știința Bacău
| N° | Nome                  | Ruolo | Data di nascita   | Nazionalità sportiva |
| -- | --------------------- | ----- | ----------------- | -------------------- |
| -  | Florin Grapă          | All   | 20 novembre 1954  | Romania              |
| 1  | Ramona Breban         | S/O   | 17 agosto 1989    | Romania              |
| 2  | Denisa Rogojinaru     | S     | 16 maggio 1985    | Romania              |
| 3  | Roxana Iosef          | S     | 19 agosto 1988    | Romania              |
| 4  | Lucía Gaido           | L     | 19 gennaio 1988   | Argentina            |
| 5  | Mihaela Herlea        | C     | 11 gennaio 1978   | Romania              |
| 6  | Monika Potokar        | S     | 18 dicembre 1987  | Slovenia             |
| 7  | Aleksandra Petrović   | C     | 1º luglio 1987    | Serbia               |
| 8  | Mihaela Albu          | L     | 1º gennaio 1994   | Romania              |
| 9  | Aylin Pereyra         | S     | 2 luglio 1988     | Argentina            |
| 10 | Alexandra Sobo        | C     | 25 aprile 1987    | Romania              |
| 11 | Crina Hosu            | S/O   | 11 settembre 1980 | Romania              |
| 12 | Marina Cvetanović     | S     | 14 febbraio 1986  | Slovenia             |
| 12 | Kacjaryna Zakreŭskaja | S     | 29 settembre 1986 | Bielorussia          |
| 13 | Sabina Miclea         | P     | 4 dicembre 1990   | Romania              |
| 14 | Kim Staelens          | P     | 7 gennaio 1982    | Paesi Bassi          |
| 15 | Emilce Sosa           | C     | 11 settembre 1987 | Argentina            |
| 16 | Marina Vujović        | L     | 23 gennaio 1984   | Serbia               |

## Clubul Sportiv Municipal București
| N° | Nome                | Ruolo | Data di nascita   | Nazionalità sportiva |
| -- | ------------------- | ----- | ----------------- | -------------------- |
| -  | Iulian Coiculescu   | All   | -                 | Romania              |
| 1  | Claudia Gavrilescu  | C     | 17 dicembre 1980  | Romania              |
| 2  | Adriana Rotaru      | S     | 27 marzo 1994     | Romania              |
| 3  | Iuliana Matache     | C     | 14 settembre 1994 | Romania              |
| 4  | Florina Alexandru   | P     | 7 luglio 1994     | Romania              |
| 6  | Jasna Majstorović   | S     | 23 aprile 1984    | Serbia               |
| 7  | Ana Maria Grigoriu  | P     | 4 maggio 1990     | Romania              |
| 8  | Ana Moldovan        | C     | 24 settembre 1985 | Romania              |
| 10 | Nicoleta Manu       | L     | 3 dicembre 1980   | Romania              |
| 11 | Ramona Popescu      | L     | 19 marzo 1993     | Romania              |
| 12 | Veronica Marin      | C     | 12 dicembre 1996  | Romania              |
| 13 | Ana Cazacu          | S     | 21 luglio 1994    | Romania              |
| 14 | Ana-Maria Voronianu | C     | 5 marzo 1995      | Romania              |
| 15 | Elena Lăpușneanu    | S     | 7 gennaio 1985    | Romania              |
| 16 | Krystle Esdelle     | S/O   | 1º agosto 1984    | Trinidad e Tobago    |
| 17 | Marta Sánchez       | S     | 17 maggio 1973    | Cuba                 |
| 18 | Zoila Barros        | C     | 6 agosto 1976     | Cuba                 |
| -  | Maja Simanić        | P     | 8 febbraio 1980   | Serbia               |
| -  | Marta Valčić        | L     | 19 luglio 1984    | Serbia               |

## Clubul Sportiv Dinamo București
| N° | Nome              | Ruolo | Data di nascita  | Nazionalità sportiva |
| -- | ----------------- | ----- | ---------------- | -------------------- |
| -  | Marian Constantin | All   | 22 marzo 1965    | Romania              |
| 1  | Diana Nenova      | P     | 16 aprile 1985   | Bulgaria             |
| 2  | Irina Andreica    | P     | 24 dicembre 1994 | Romania              |
| 3  | Ana-Maria Ştefan  | L     | 20 aprile 1981   | Romania              |
| 5  | Alida Marcovici   | C     | 20 marzo 1973    | Romania              |
| 6  | Cvetelina Zarkova | C     | 18 dicembre 1986 | Bulgaria             |
| 7  | Liana Smărăndache | C     | 9 agosto 1989    | Romania              |
| 8  | Loredana Filipaş  | C     | 18 marzo 1997    | Romania              |
| 9  | Nicole Davis      | L     | 24 aprile 1982   | Stati Uniti          |
| 9  | Olga Točko        | S     | 1º luglio 1982   | Lettonia             |
| 10 | Ioana Baciu       | S/O   | 4 gennaio 1990   | Romania              |
| 11 | Diana Cărbuneanu  | S     | 23 agosto 1995   | Romania              |
| 12 | Marija Karakaševa | S     | 27 ottobre 1988  | Bulgaria             |
| 13 | Daniela Mincă     | P     | 14 luglio 1971   | Romania              |
| 14 | Mirela Corjeutanu | S     | 6 luglio 1977    | Romania              |
| 15 | Mihaela Pamfil    | S     | 18 novembre 1996 | Romania              |
| 17 | Elena Lăpușneanu  | S     | 7 gennaio 1985   | Romania              |
| -  | Nicoleta Manu     | L     | 3 dicembre 1980  | Romania              |

## Clubul Sportiv Rapid București
| N° | Nome                | Ruolo | Data di nascita  | Nazionalità sportiva |
| -- | ------------------- | ----- | ---------------- | -------------------- |
| -  | Mihai Duţă          | All   | -                | Romania              |
| 1  | Ionela Dobra        | P     | 7 gennaio 1997   | Romania              |
| 2  | Ana Maria Armeanu   | P     | 25 dicembre 1991 | Romania              |
| 3  | Adina Roşca         | S     | 3 giugno 1996    | Romania              |
| 4  | Flavia Judea        | C     | 16 agosto 1991   | Romania              |
| 5  | Alina Signeanu      | C     | 17 luglio 1984   | Romania              |
| 6  | Sînziana Motroc     | S     | 28 giugno 1996   | Romania              |
| 7  | Adela Răducă        | S     | 11 maggio 1990   | Romania              |
| 8  | Maria Picioroagă    | S     | 1º gennaio 1988  | Romania              |
| 9  | Ana-Maria Popa      | S     | 17 luglio 1989   | Romania              |
| 10 | Ana-Maria Vrînceanu | S/O   | 22 novembre 1990 | Romania              |
| 11 | Sorina Micu         | S     | 1º gennaio 1991  | Romania              |
| 12 | Adriana Costan      | C     | 31 gennaio 1988  | Romania              |
| 13 | Andreea Cristea     | S     | 1º gennaio 1990  | Romania              |
| 14 | Maria Pană          | L     | 11 luglio 1993   | Romania              |
| 15 | Alexandra Ghiţică   | P     | 21 febbraio 1995 | Romania              |

## Club Sportiv Volei 2004 Tomis Constanța
| N° | Nome                 | Ruolo | Data di nascita   | Nazionalità sportiva |
| -- | -------------------- | ----- | ----------------- | -------------------- |
| -  | Constantin Alexe     | All   | 26 settembre 1972 | Romania              |
| 6  | Anamaria Poncea      | S     | 9 febbraio 1999   | Romania              |
| 7  | Oana Miruna          | S     | 17 febbraio 1991  | Romania              |
| 8  | Roxana Catinean      | C     | 8 luglio 1994     | Romania              |
| 9  | Raluca Ispas         | S     | 9 dicembre 1989   | Romania              |
| 10 | Doina Cojocaru       | S     | 3 novembre 1999   | Romania              |
| 11 | Andreea Ispas        | L     | 5 marzo 1990      | Romania              |
| 12 | Alexandra Lieb       | C     | 22 novembre 1983  | Romania              |
| 13 | Loredana Mihailescu  | S     | 13 giugno 1985    | Romania              |
| 14 | Alexandra Kapelovies | P     | 12 ottobre 1989   | Romania              |
| 15 | Ana-Maria Dumitru    | L     | 9 aprile 1994     | Romania              |
| 18 | Ana-Maria Şerban     | C     | 25 aprile 1994    | Romania              |

## Sport Club Municipal Universitatea Craiova
| N° | Nome              | Ruolo | Data di nascita   | Nazionalità sportiva |
| -- | ----------------- | ----- | ----------------- | -------------------- |
| -  | Berthold Văsuică  | All   | -                 | Romania              |
| 1  | Sorina Buz        | S     | 14 aprile 1988    | Romania              |
| 2  | Alexandra Badea   | C     | 14 agosto 1989    | Romania              |
| 3  | Mihaela Ilina     | C     | 17 gennaio 1990   | Romania              |
| 4  | Maria Precup      | S     | 12 settembre 1997 | Romania              |
| 5  | Florina Chirilov  | P     | 28 marzo 1988     | Romania              |
| 6  | Alina Covrig      | C     | 14 luglio 1985    | Romania              |
| 8  | Andreea Matei     | S     | 24 ottobre 1992   | Romania              |
| 9  | Ana-Maria Ghionea | S     | 26 maggio 1985    | Romania              |
| 10 | Alexandra Purcea  | S     | 6 marzo 1994      | Romania              |
| 11 | Alexandra Ariton  | S     | 2 novembre 1989   | Romania              |
| 12 | Beatrice Postea   | P     | 29 agosto 1993    | Romania              |
| 13 | Andreea Smultea   | S     | 24 marzo 1989     | Romania              |
| 14 | Oana-Maria Duţă   | L     | 27 febbraio 1988  | Romania              |
| 15 | Iulia Derveşteanu | C     | 13 maggio 1996    | Romania              |

## Volei Club Penicilina Iaşi
| N° | Nome                 | Ruolo | Data di nascita  | Nazionalità sportiva |
| -- | -------------------- | ----- | ---------------- | -------------------- |
| -  | Rareş Puni           | All   | -                | Romania              |
| 1  | Diana Studineanu     | L     | 30 giugno 1993   | Romania              |
| 2  | Mihaela Stîngă       | P     | 11 luglio 1993   | Romania              |
| 3  | Melinda Şipoş        | C     | 6 giugno 1989    | Romania              |
| 4  | Ana-Maria Berdilă    | S     | 8 agosto 1993    | Romania              |
| 5  | Cristina Androhovici | S     | 15 ottobre 1977  | Romania              |
| 6  | Ana-Maria Ursachi    | C     | 11 giugno 1996   | Romania              |
| 7  | Simona Mocanu        | C     | 26 marzo 1994    | Romania              |
| 8  | Andra Streşină       | C     | 7 settembre 1994 | Romania              |
| 9  | Maria Vaidner        | C     | 16 dicembre 1994 | Romania              |
| 10 | Alina Melinte        | S     | 6 agosto 1982    | Romania              |
| 11 | Daniela Pantelimon   | C     | 14 dicembre 1986 | Romania              |
| 12 | Cătălina Lungu       | S     | 8 settembre 1990 | Romania              |
| 14 | Iuliana Cazamir      | S/O   | 8 dicembre 1994  | Romania              |

## Clubul Sportiv Municipal Lugoj
| N° | Nome             | Ruolo | Data di nascita   | Nazionalità sportiva |
| -- | ---------------- | ----- | ----------------- | -------------------- |
| -  | Bogdan Paul      | All   | -                 | Romania              |
| 1  | Mădălina Şonda   | C     | 15 aprile 1992    | Romania              |
| 2  | Ivana Radonjić   | S/O   | 2 ottobre 1991    | Serbia               |
| 3  | Milena Matić     | L     | 13 aprile 1992    | Serbia               |
| 4  | Diana Tătaru     | P     | 19 aprile 1988    | Romania              |
| 6  | Laura Lungu      | S     | 28 settembre 1985 | Romania              |
| 7  | Ionela Canea     | C     | 17 giugno 1986    | Romania              |
| 8  | Maria Matei      | S     | 7 settembre 1994  | Romania              |
| 9  | Anca Paşca       | C     | 20 giugno 1984    | Romania              |
| 10 | Milica Tasić     | C     | 22 marzo 1984     | Serbia               |
| 12 | Cătălina Bosuioc | P     | 9 ottobre 1994    | Romania              |
| 13 | Daniela Lupescu  | S     | 5 maggio 1986     | Romania              |
| 15 | Loredana Paşca   | C     | 22 ottobre 1991   | Romania              |

## Volei Club Unic Piatra Neamț
| N° | Nome                  | Ruolo | Data di nascita   | Nazionalità sportiva |
| -- | --------------------- | ----- | ----------------- | -------------------- |
| -  | Ionuţ Harbuz          | All   | -                 | Romania              |
| 1  | Maria-Angelica Harbuz | S     | 27 agosto 1982    | Romania              |
| 3  | Mihaela Albu          | L     | 1º gennaio 1994   | Romania              |
| 4  | Lorena Ciocian        | P     | 16 settembre 1993 | Romania              |
| 6  | Andra Ciucu           | P     | 3 gennaio 1994    | Romania              |
| 7  | Laura Mastahac        | L     | 2 giugno 1980     | Romania              |
| 8  | Andreea Marin         | C     | 16 maggio 1991    | Romania              |
| 9  | Andreea Munteanu      | S     | 5 settembre 1994  | Romania              |
| 10 | Ana-Maria Hambele     | C     | 21 gennaio 1988   | Romania              |
| 11 | Raluca Purice         | S     | 8 marzo 1983      | Romania              |
| 12 | Liliana Curcă         | C     | 20 aprile 1988    | Romania              |
| -  | Ana Otašević          | C     | 4 maggio 1987     | Montenegro           |

## Clubul Sportiv Municipal Târgoviște
| N° | Nome             | Ruolo | Data di nascita  | Nazionalità sportiva |
| -- | ---------------- | ----- | ---------------- | -------------------- |
| -  | Alexandru Juhasz | All   | -                | Romania              |
| 3  | Alina Gagea      | C     | 10 marzo 1993    | Romania              |
| 5  | Bojana Stojković | S     | 29 aprile 1986   | Serbia               |
| 6  | Cristina Zanfir  | S     | 26 gennaio 1980  | Romania              |
| 8  | Stanija Maletić  | C     | 7 maggio 1980    | Serbia               |
| 9  | Diana Neaga      | P     | 24 maggio 1986   | Romania              |
| 10 | Marina Cojocaru  | P     | 31 marzo 1992    | Romania              |
| 11 | Sorina Marian    | S     | 1º febbraio 1986 | Romania              |
| 15 | Irina Alexandru  | S     | 2 maggio 1986    | Romania              |
| 17 | Marija Sandić    | C     | 9 maggio 1983    | Montenegro           |
| 18 | Monica Foca      | L     | 5 ottobre 1989   | Romania              |
| -  | Marta Siwka      | L     | 24 giugno 1986   | Polonia              |

## Clubul Sportiv Universitatea Târgu Mureş
| N° | Nome                 | Ruolo | Data di nascita   | Nazionalità sportiva |
| -- | -------------------- | ----- | ----------------- | -------------------- |
| -  | Atanas Petrov        | All   | -                 | Bulgaria             |
| 1  | Florentina Ivanciu   | S/O   | 1º dicembre 1993  | Romania              |
| 2  | Mirjana Komlenović   | S     | 9 febbraio 1986   | Serbia               |
| 3  | Sonia Teianu         | S     | 8 ottobre 1996    | Romania              |
| 4  | Carmen Mateaş        | C     | 28 settembre 1991 | Romania              |
| 5  | Mihaela Ozun         | L     | 8 novembre 1992   | Romania              |
| 6  | Gabriela Bălae       | S     | 3 aprile 1995     | Romania              |
| 7  | Roxana Iancu         | C     | 14 agosto 1993    | Romania              |
| 8  | Tatiana Lupu         | C     | 13 maggio 1988    | Moldavia             |
| 9  | Alexandra Trică      | S     | 21 ottobre 1985   | Romania              |
| 10 | Irina Radu           | S     | 17 febbraio 1983  | Romania              |
| 11 | Alexandra Pintea     | P     | 15 aprile 1990    | Romania              |
| 12 | Iuliia Popova        | P     | 15 aprile 1983    | Ucraina              |
| 13 | Gabriela Cvetanova   | S     | 11 aprile 1991    | Bulgaria             |
| 14 | Andreea Petra        | C     | 1º agosto 1993    | Romania              |
| 16 | Jasmina Petromăneanţ | S     | 28 aprile 1996    | Romania              |
| 17 | Brieon Paige         | C     | 25 marzo 1990     | Stati Uniti          |
| 18 | Camila Gómez         | C     | 6 luglio 1995     | Colombia             |